# Hodac, Mureș
Hodac (în maghiară Görgényhodák) este satul de reședință al comunei cu același nume din județul Mureș, Transilvania, România.

## Atestare documentară
În 1453 localitatea este atestată documentar cu denumirea Poss. seu villa Hodak, iar în 1469 este consemnată în documente ca Hadak.

## Vechea mănăstire
Mănăstirea, numită „Tyro", avea un fânaț de 12 care de fân și o grădină cu pomi. În anul 1765 avea un călugăr David. Un călugăr avea și în 1774. În 1780 egumenul mănăstirii era Vlasie.

## Economia și activitățile industriale
Activități specifice și economice zonei Hodac sunt exploatările forestiere, agricultura, zootehnia, artizanatul, agroturismul, prelucrarea lemnului, prelucrarea materialelor de origine animalieră, activitățile comerciale, mica producție, confecționarea de jaluzele și tâmplăria PVC.

## Obiective turistice
Localitatea Hodac este vizitată pentru zonele montane, pitorești precum și pentru pescuit și vânătoare.

### Evenimente locale
Câteva dintre evenimentele de mare însemnătate ale satului sunt tradițiile pastorale precum Măsuratul oilor în sezonul de primăvară și Udatul nevestelor în a doua zi de Rusalii.

## Personalități
- Nicolae Fejer Man (1884 - 1964), deputat în Marea Adunare Națională de la Alba Iulia 1918

## Imagini

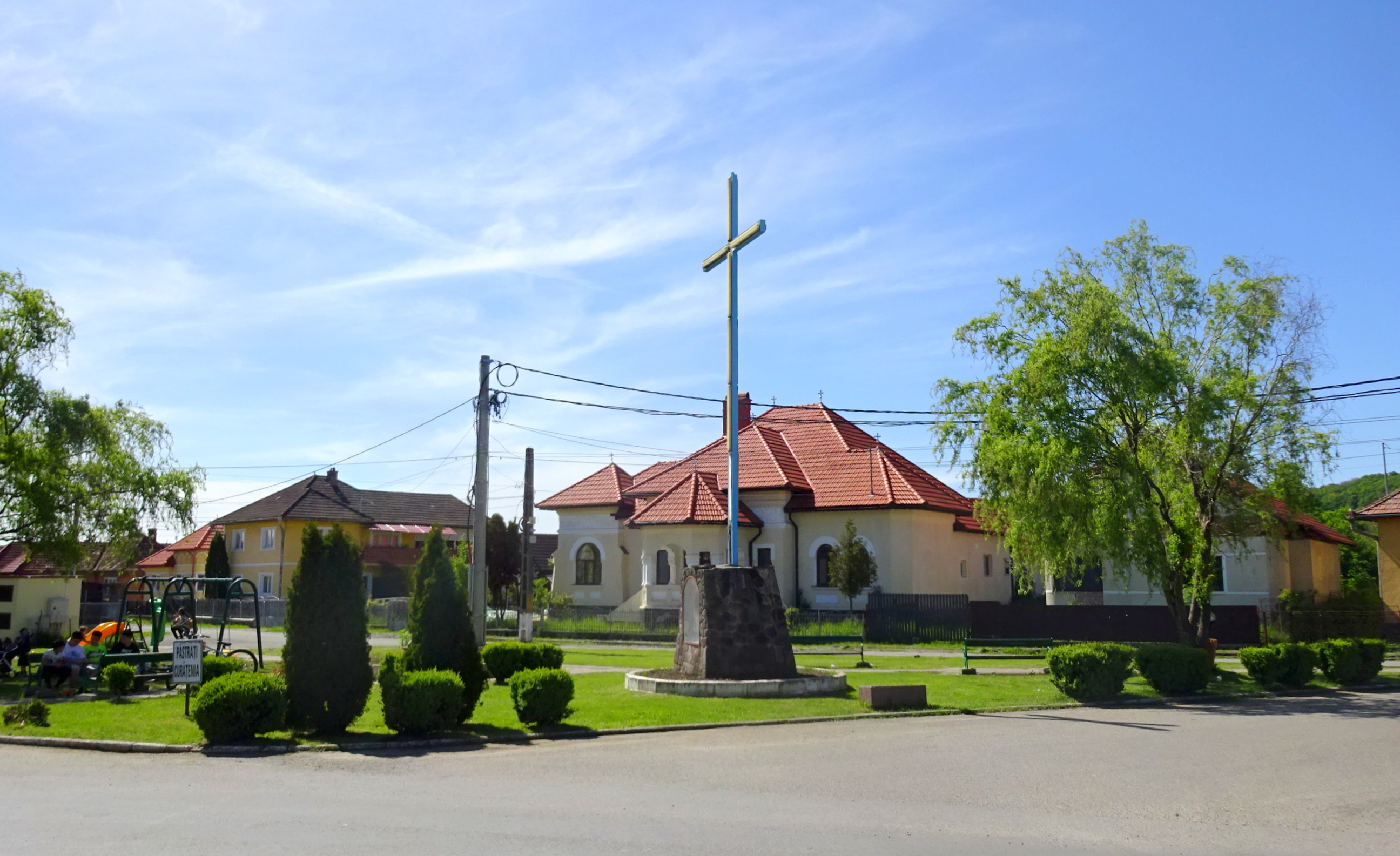
Parcul din centrul localității
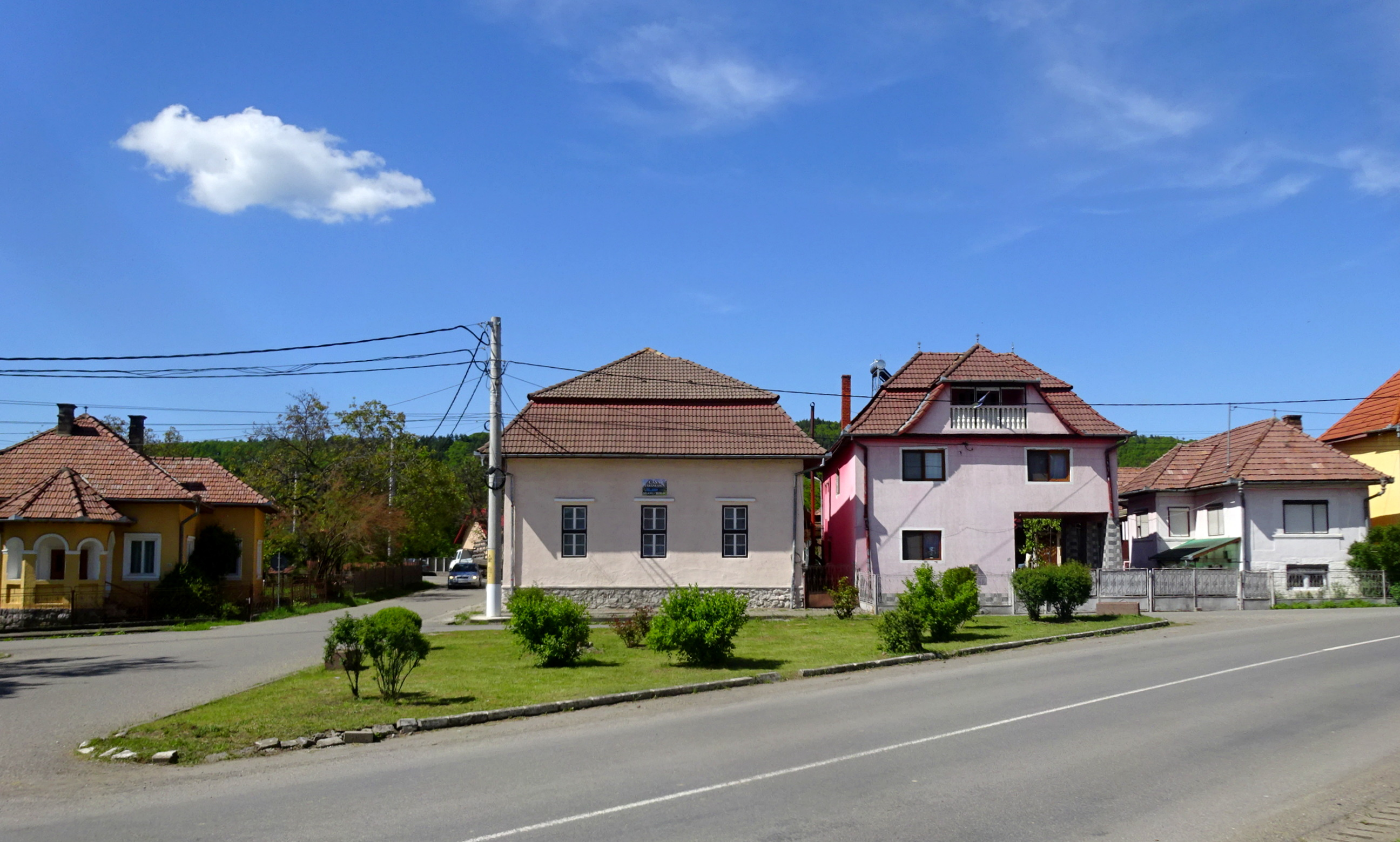
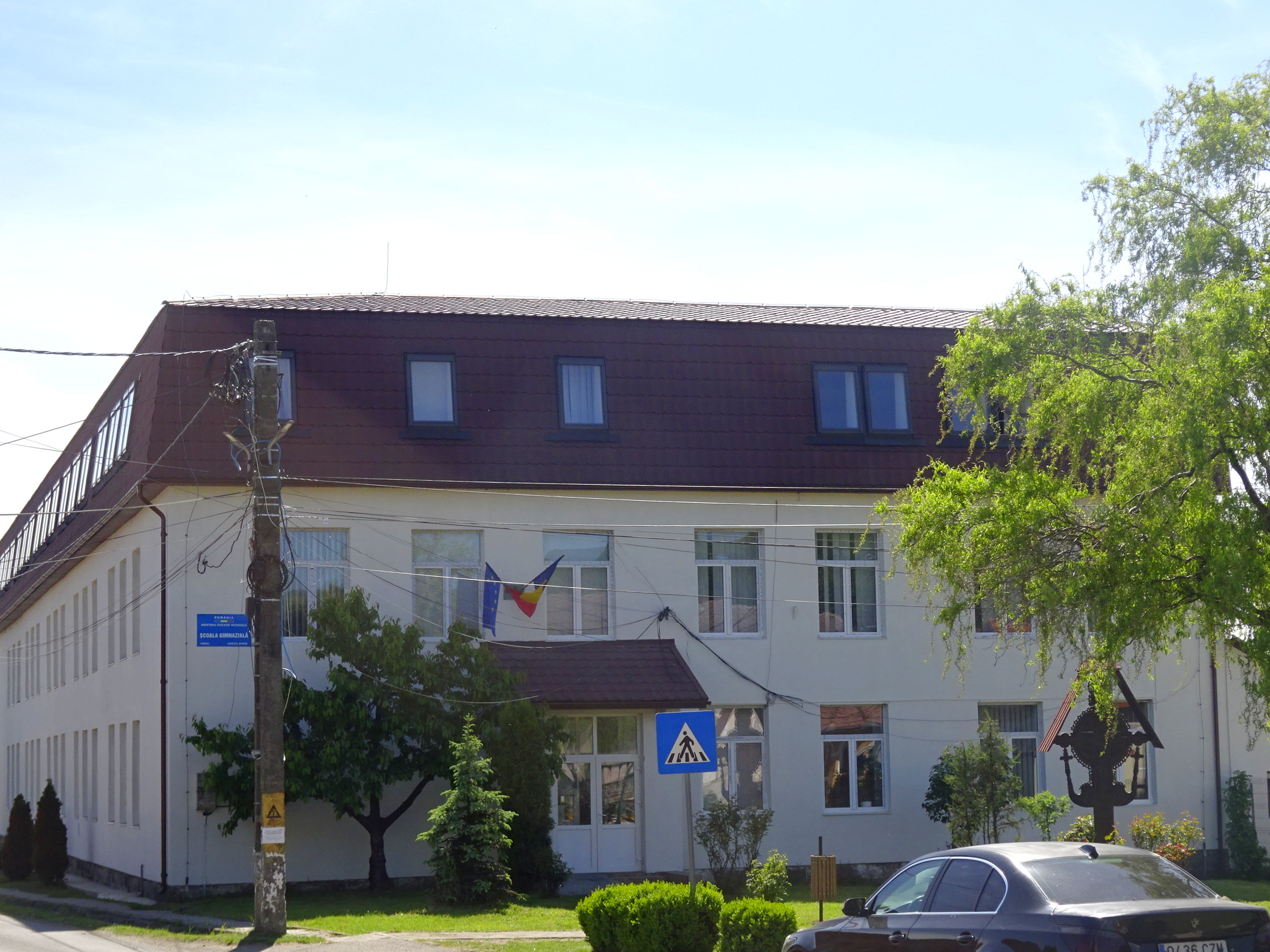
Școala gimnazială
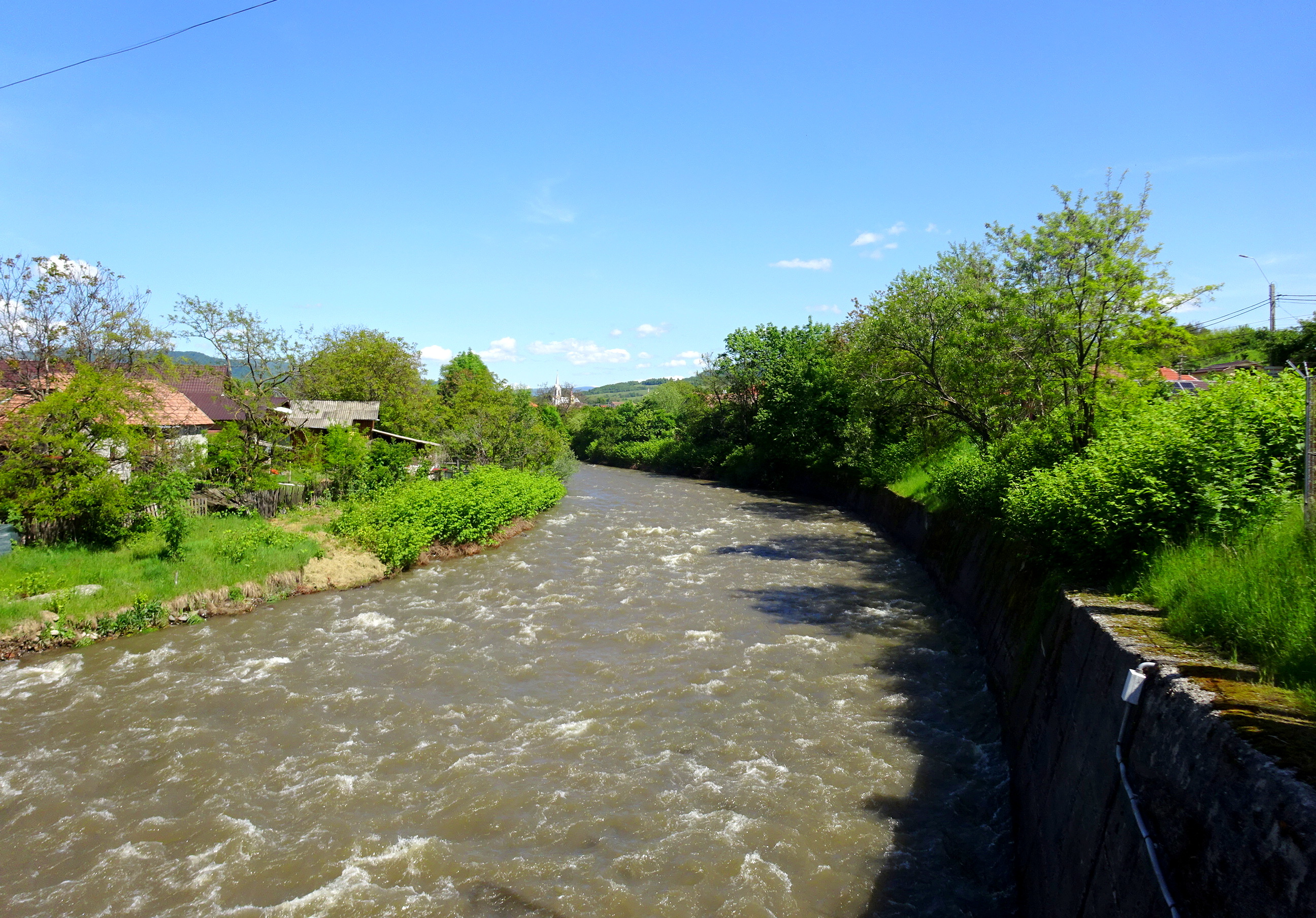
Râul Gurghiu la Hodac
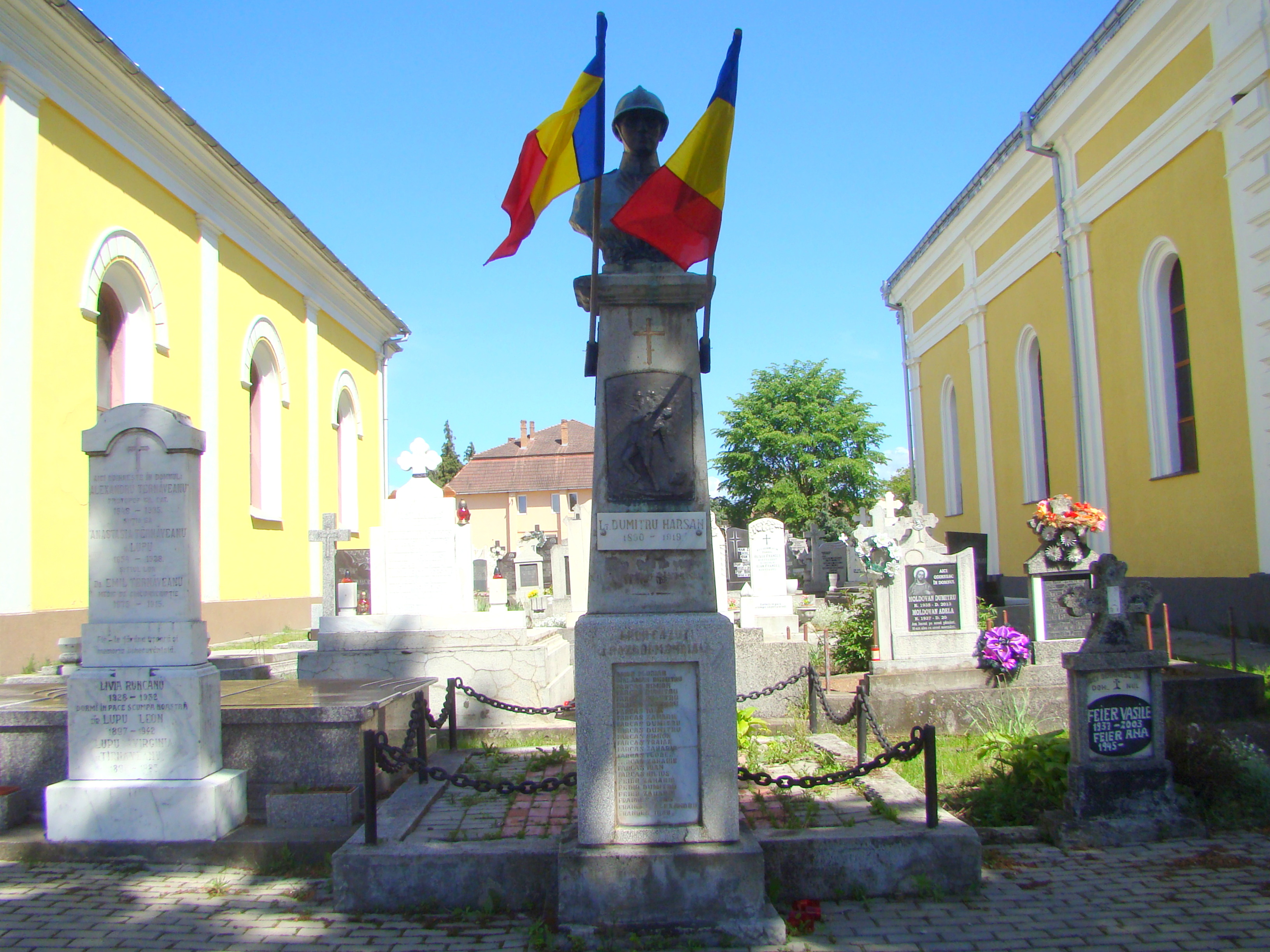
Monumentul eroilor
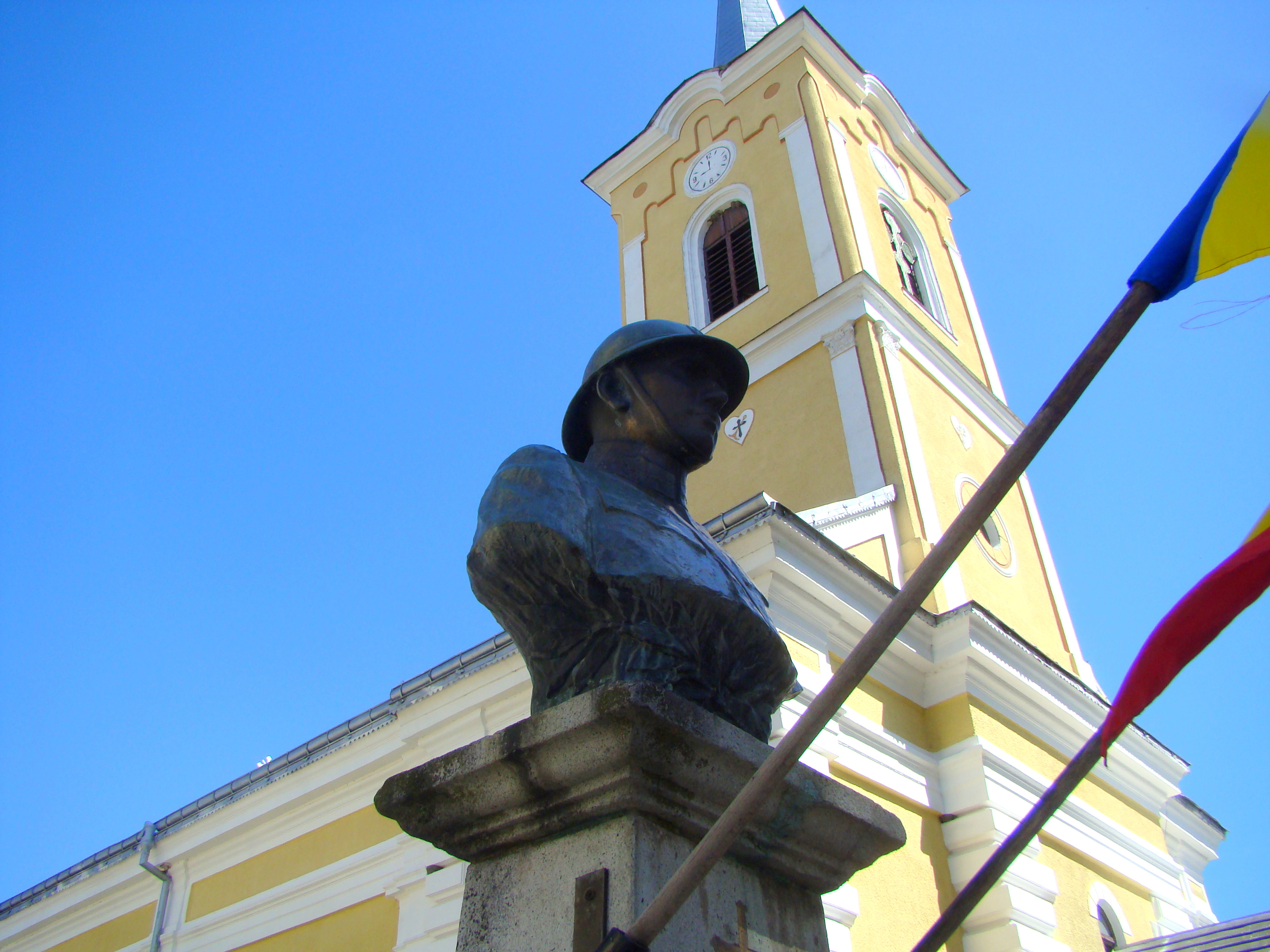
Monumentul eroilor
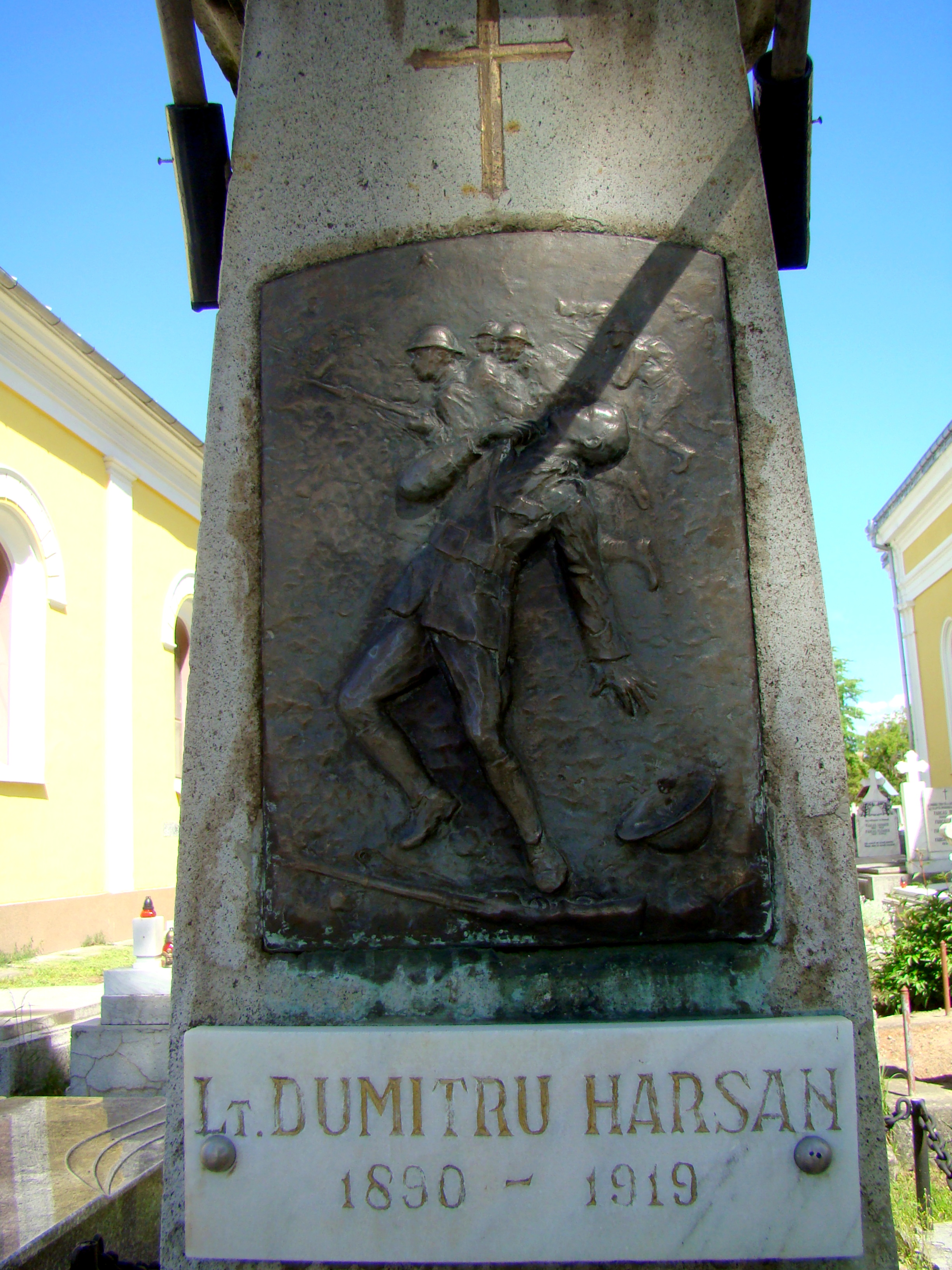
Monumentul eroilor (detaliu)
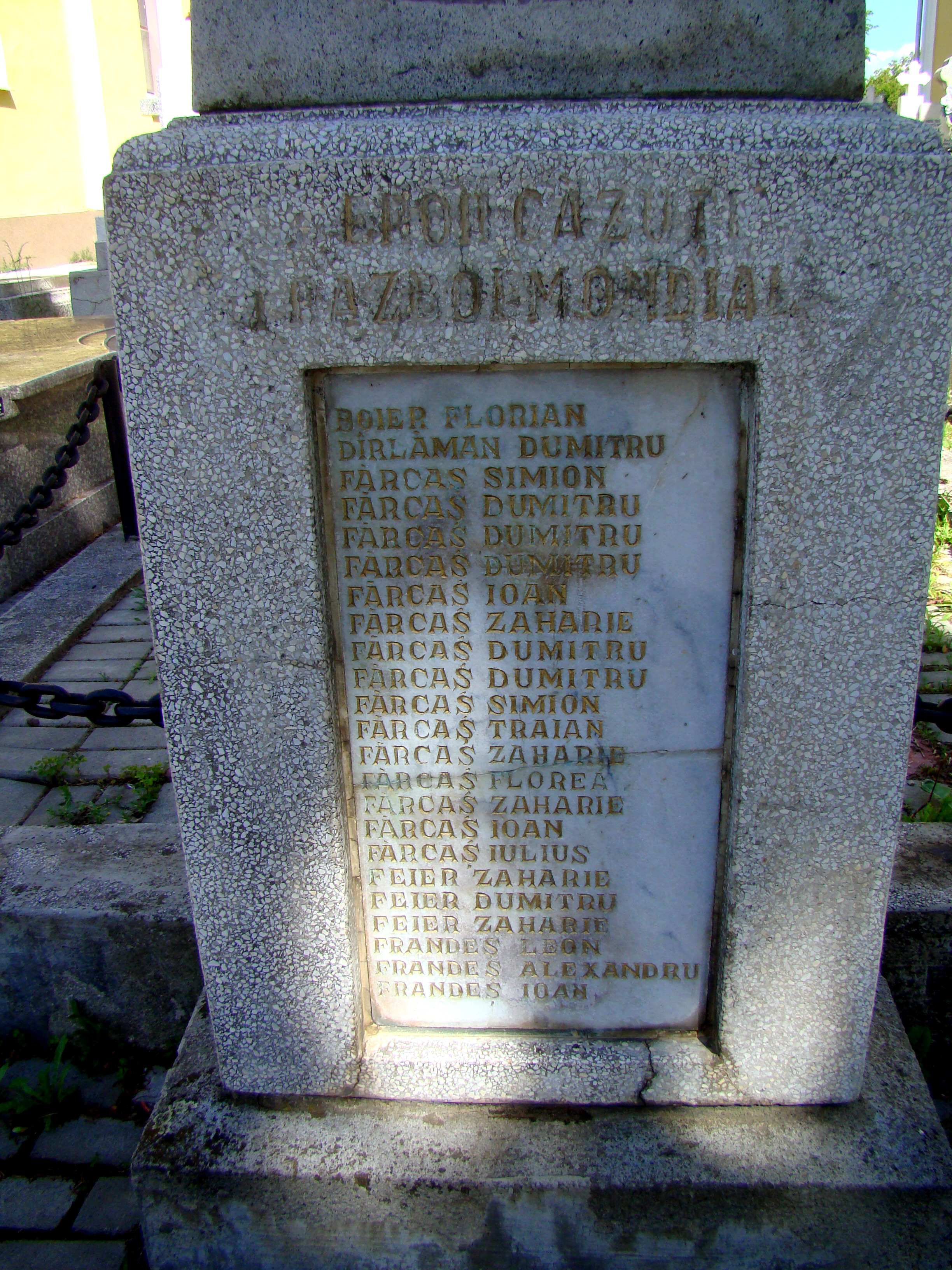
Monumentul eroilor (detaliu)
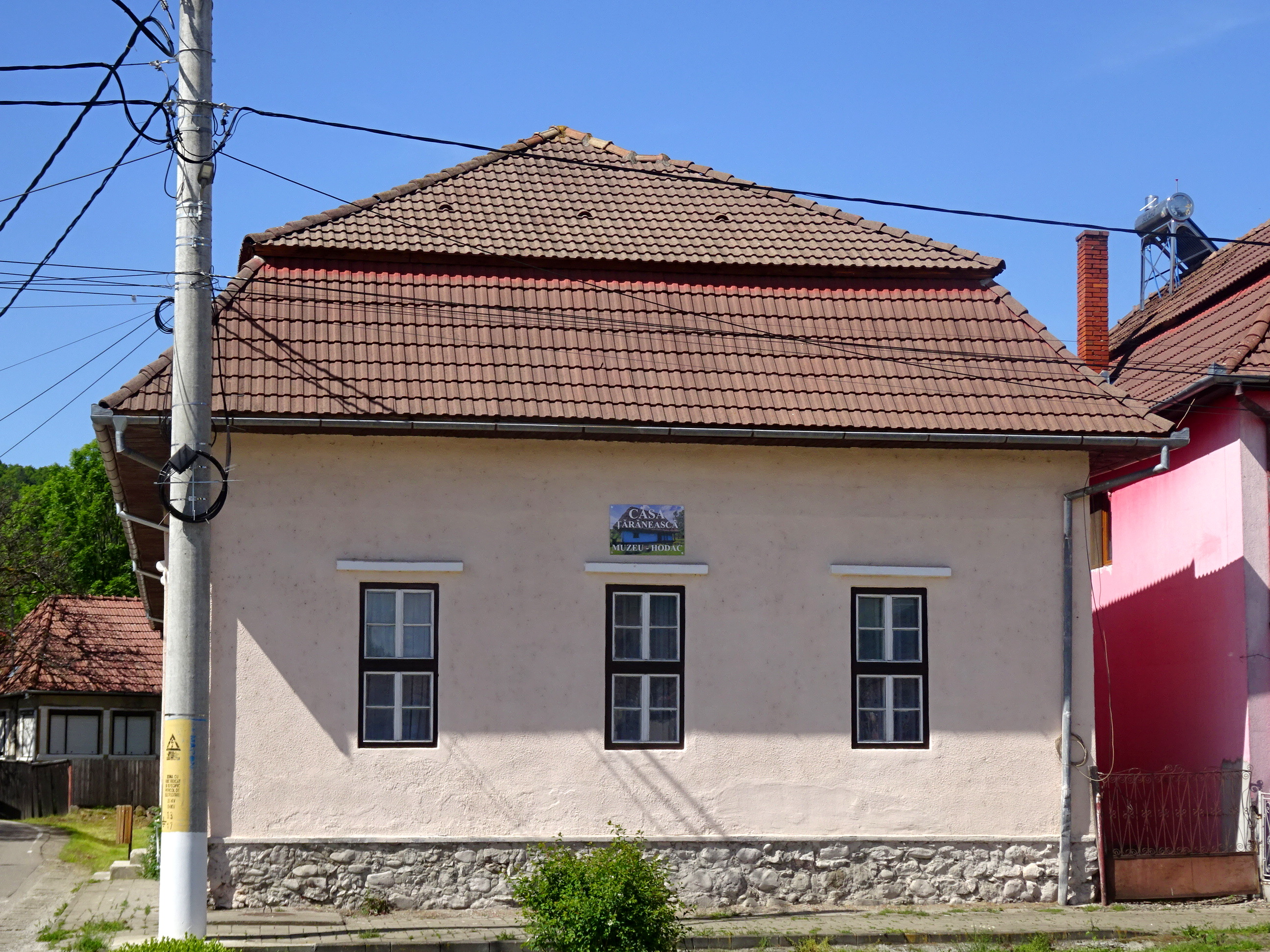
Muzeul satului
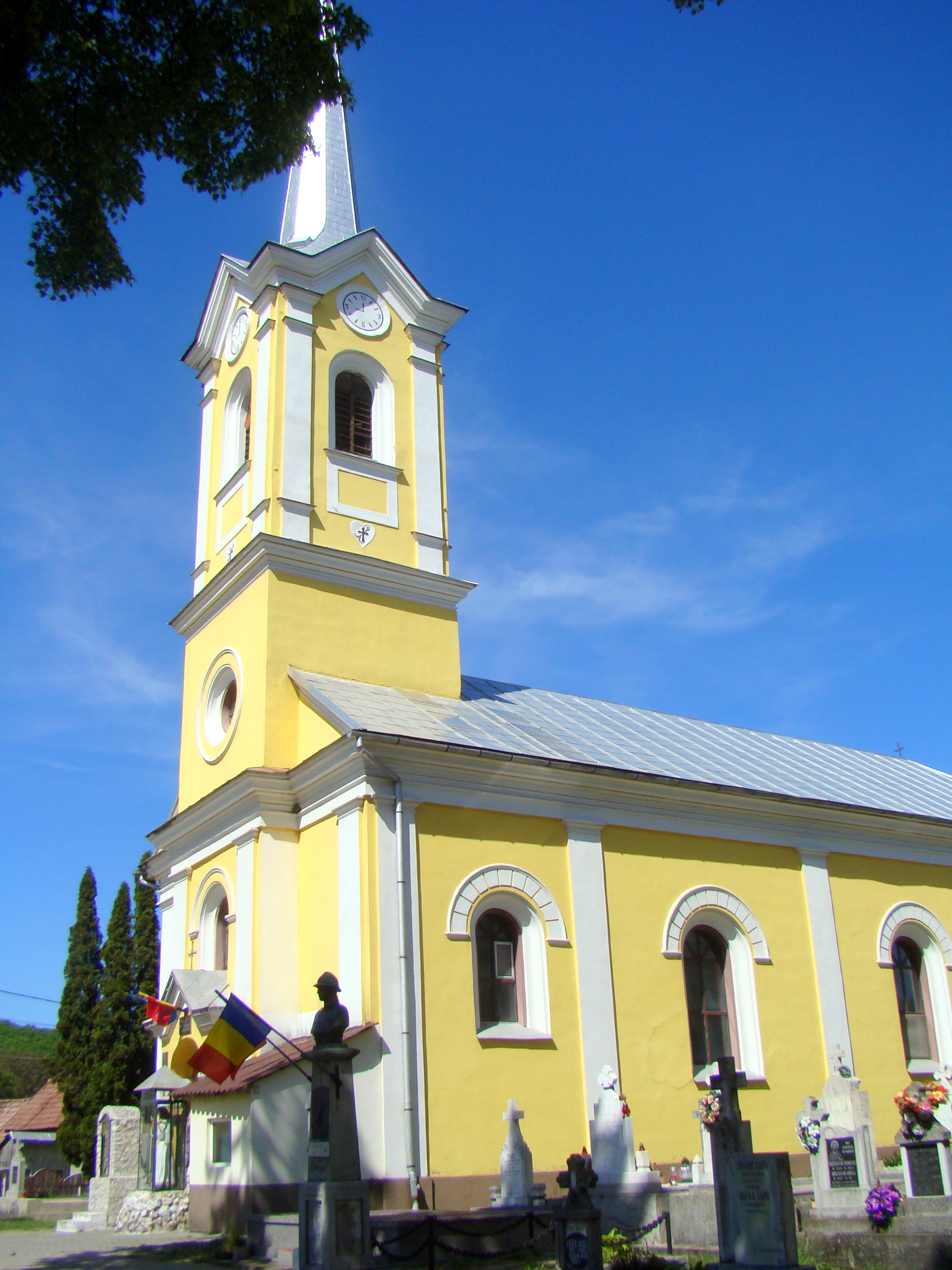
Biserica greco-catolică din Hodac „Sfinții Arhangheli Mihail și Gavriil” (1875)
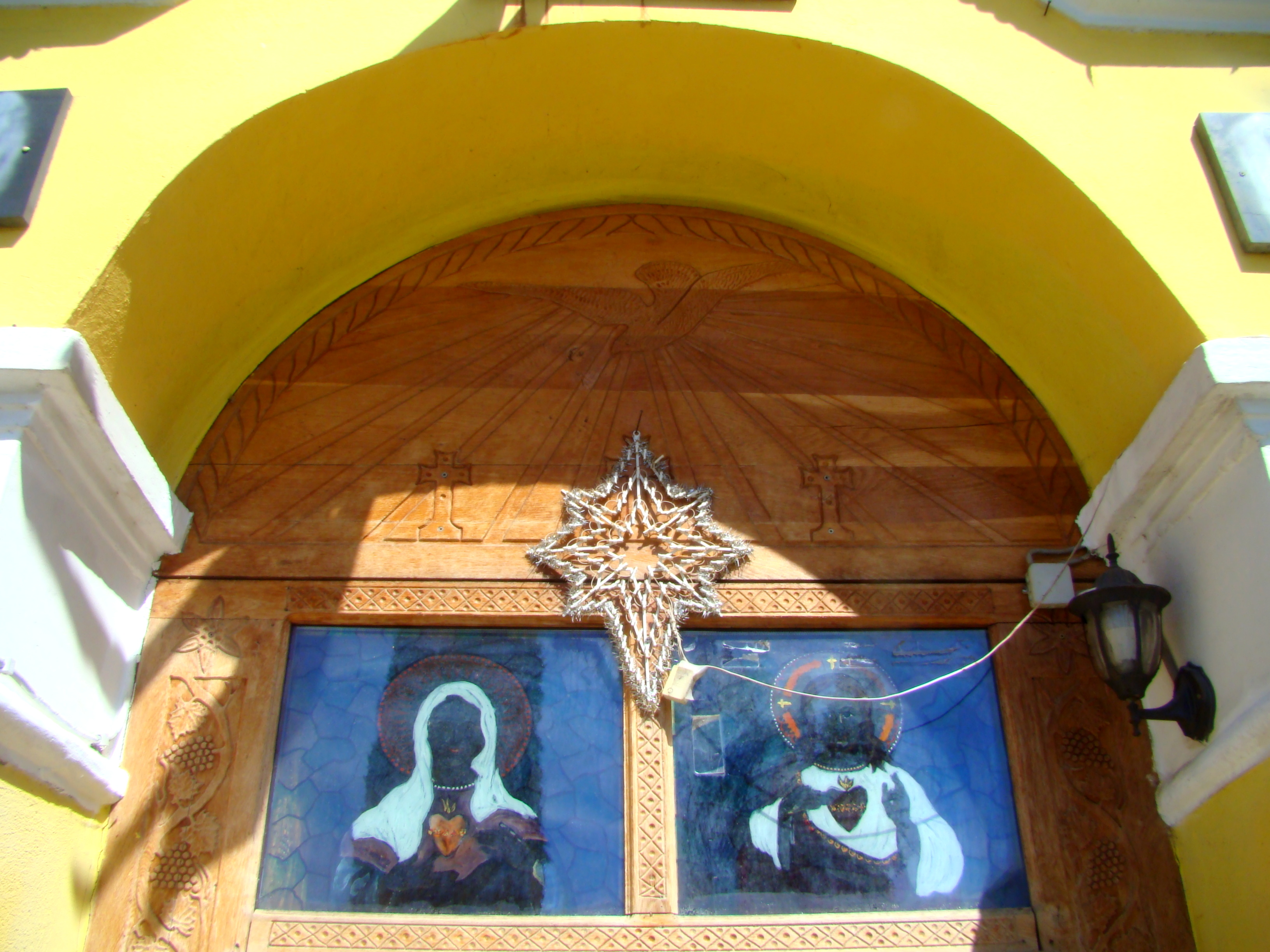
Biserica greco-catolică din Hodac
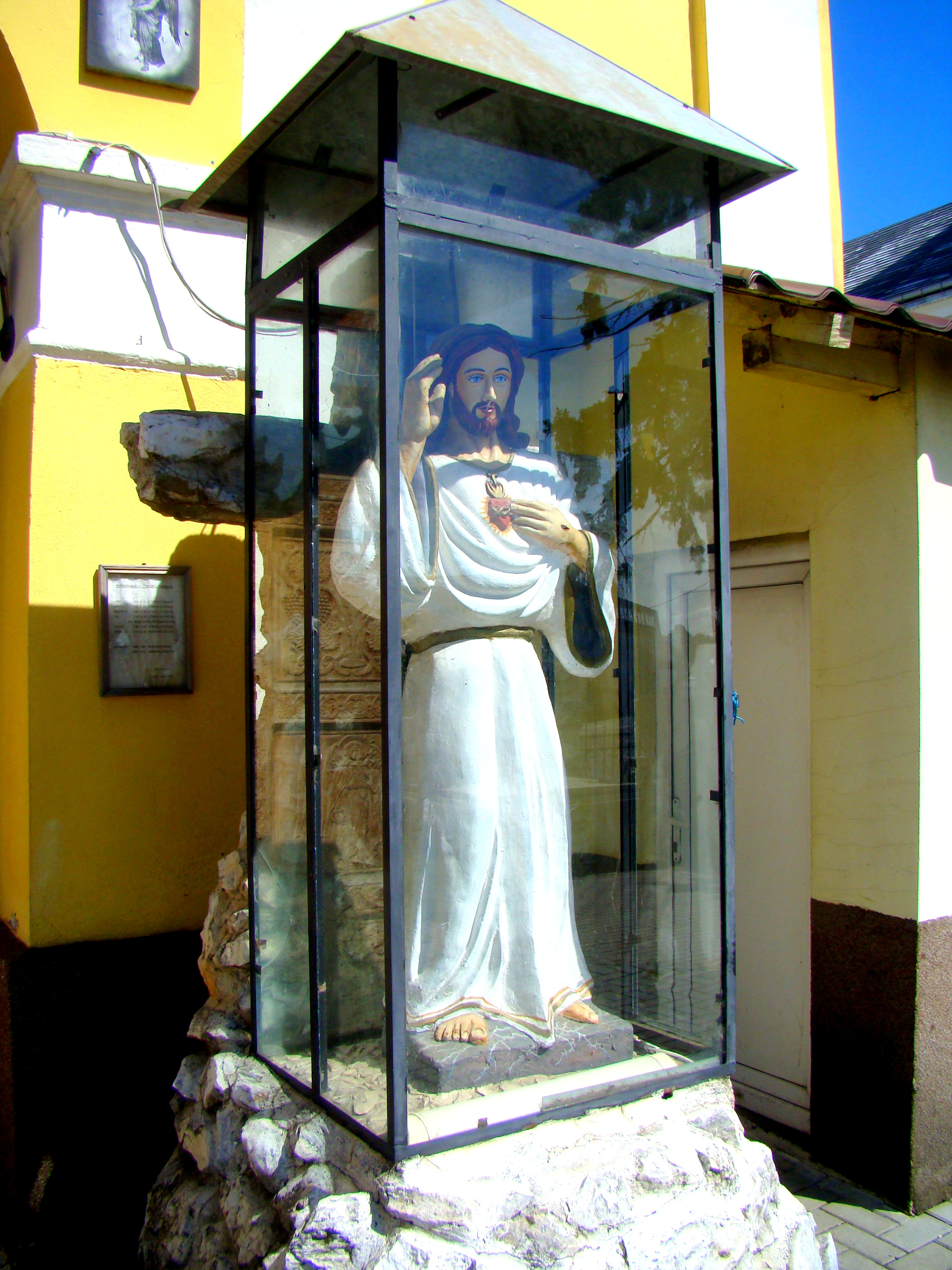
Biserica greco-catolică din Hodac
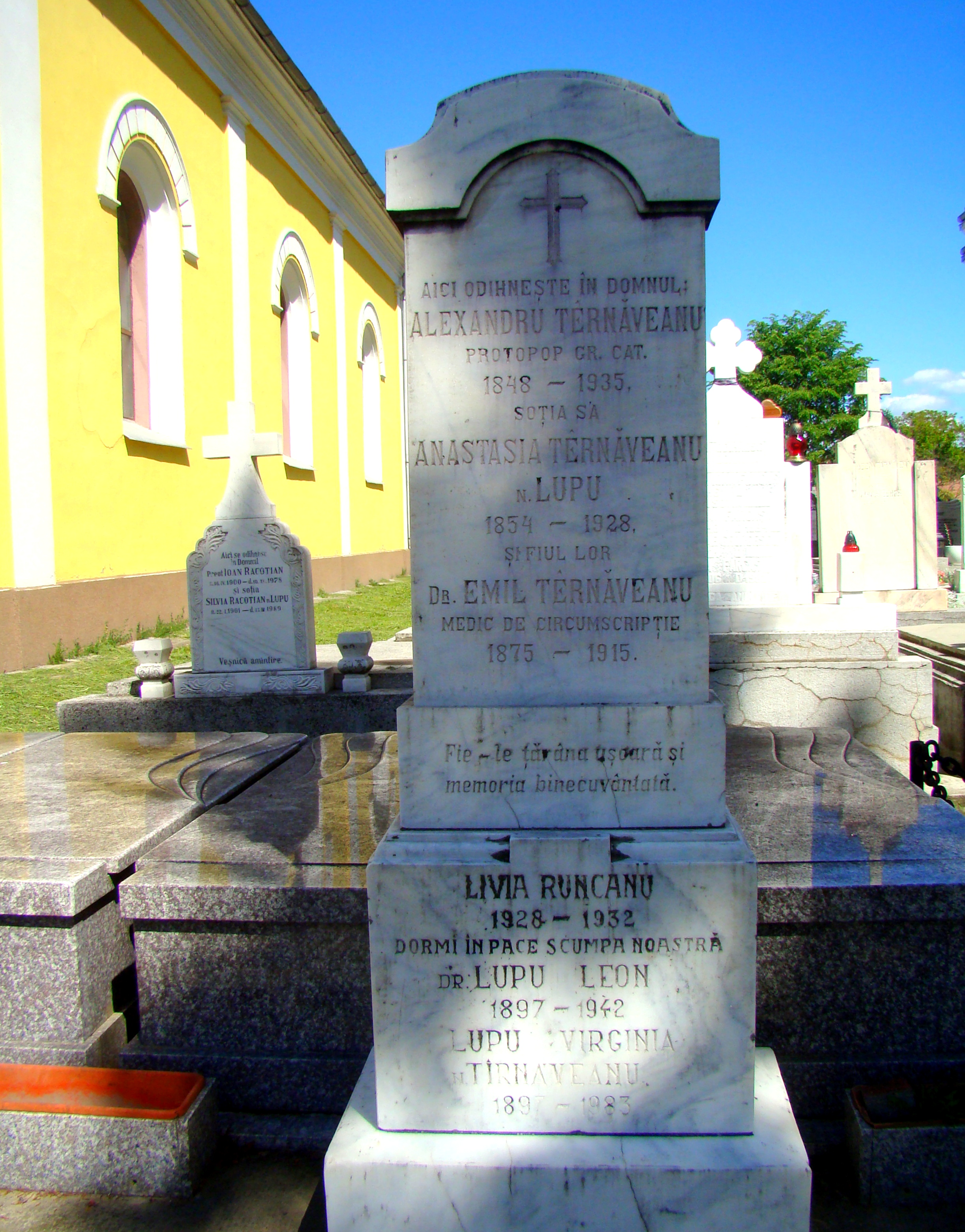
Biserica greco-catolică din Hodac
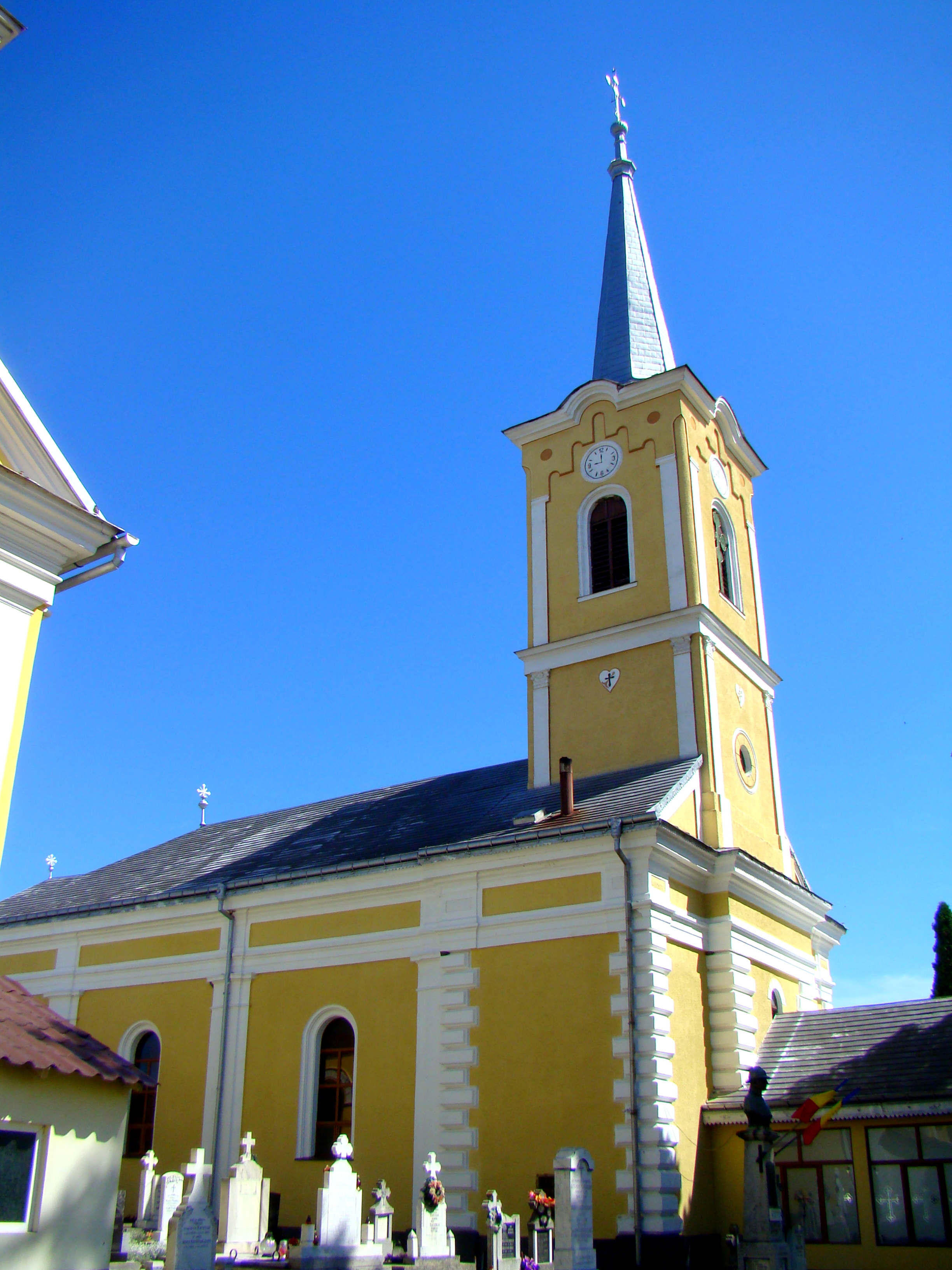
Biserica ortodoxă din Hodac  „Sfântul Nicolae”
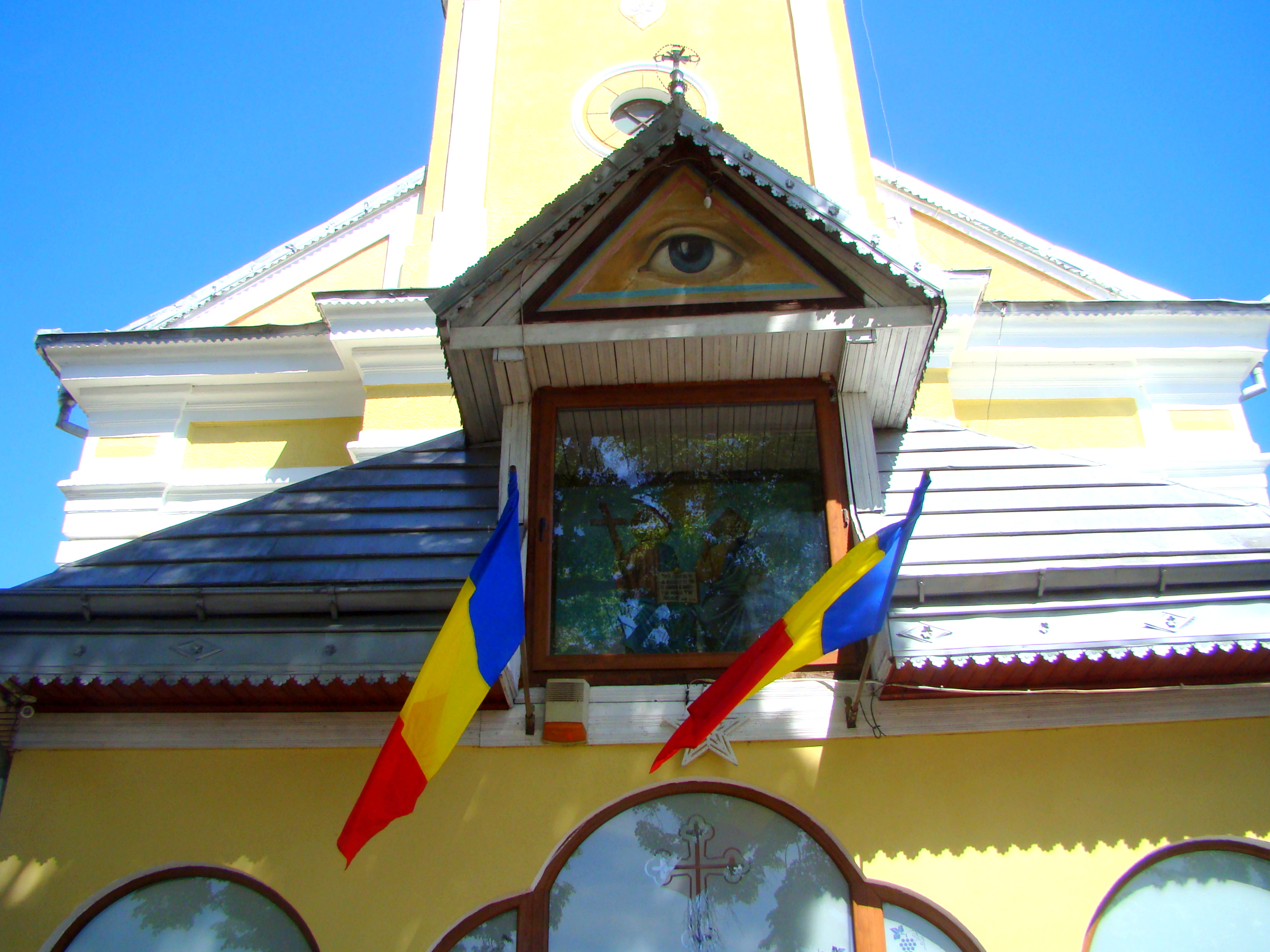
Biserica ortodoxă din Hodac
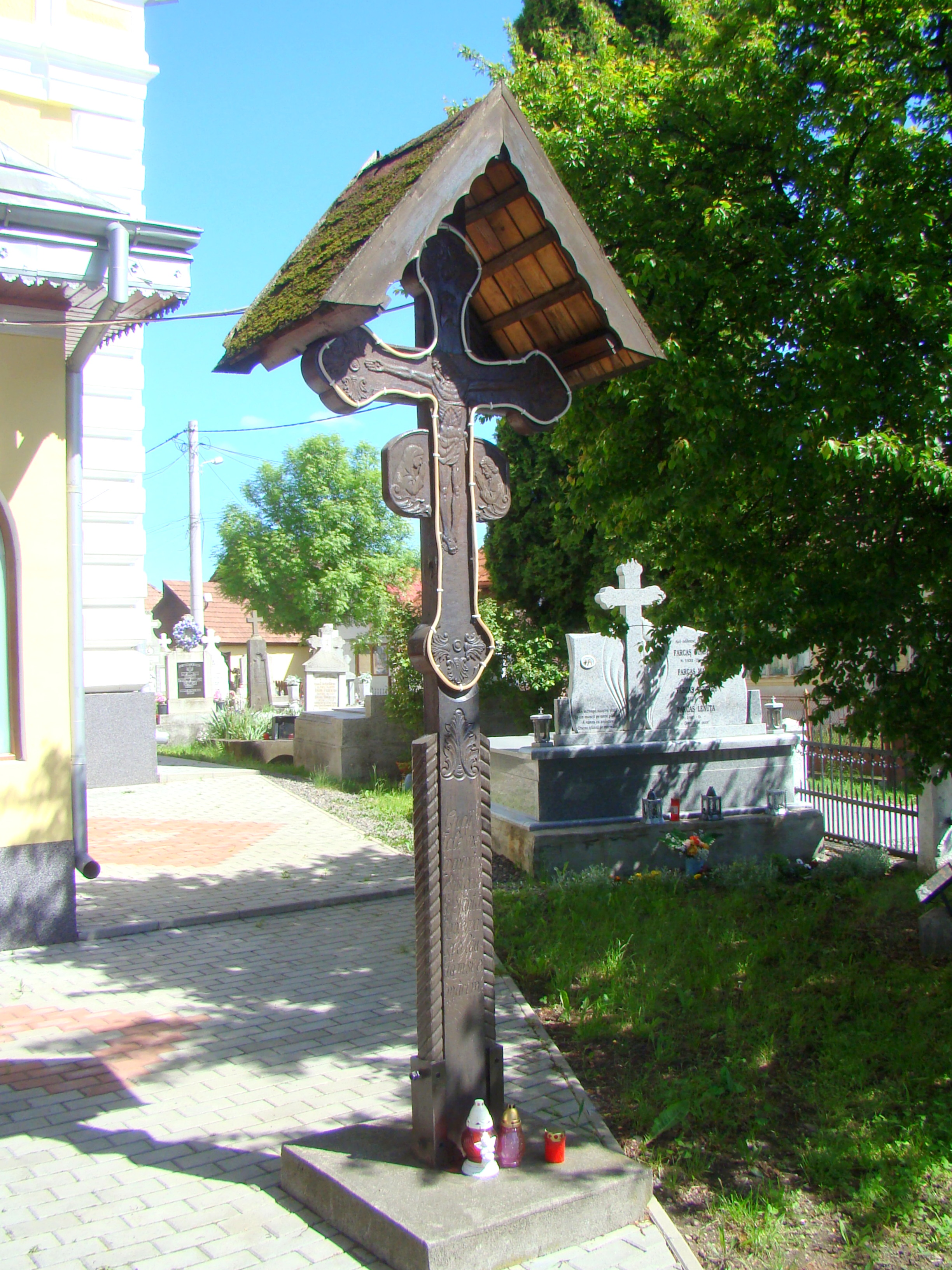
Biserica ortodoxă din Hodac